# Stichorkis elliptica
Stichorkis elliptica là một loài thực vật có hoa trong họ Lan. Loài này được (Wight) Marg., Szlach. & Kulak mô tả khoa học đầu tiên năm 2008.